# Gongzui Shuiku
Gongzui Shuiku är en reservoar i Kina. Den ligger i provinsen Sichuan, i den sydvästra delen av landet, omkring 170 kilometer sydväst om provinshuvudstaden Chengdu. I omgivningarna runt Gongzui Shuiku växer i huvudsak blandskog.
Genomsnittlig årsnederbörd är 1 487 millimeter. Den regnigaste månaden är juli, med i genomsnitt 349 mm nederbörd, och den torraste är december, med 12 mm nederbörd.